# Rannoch Moor

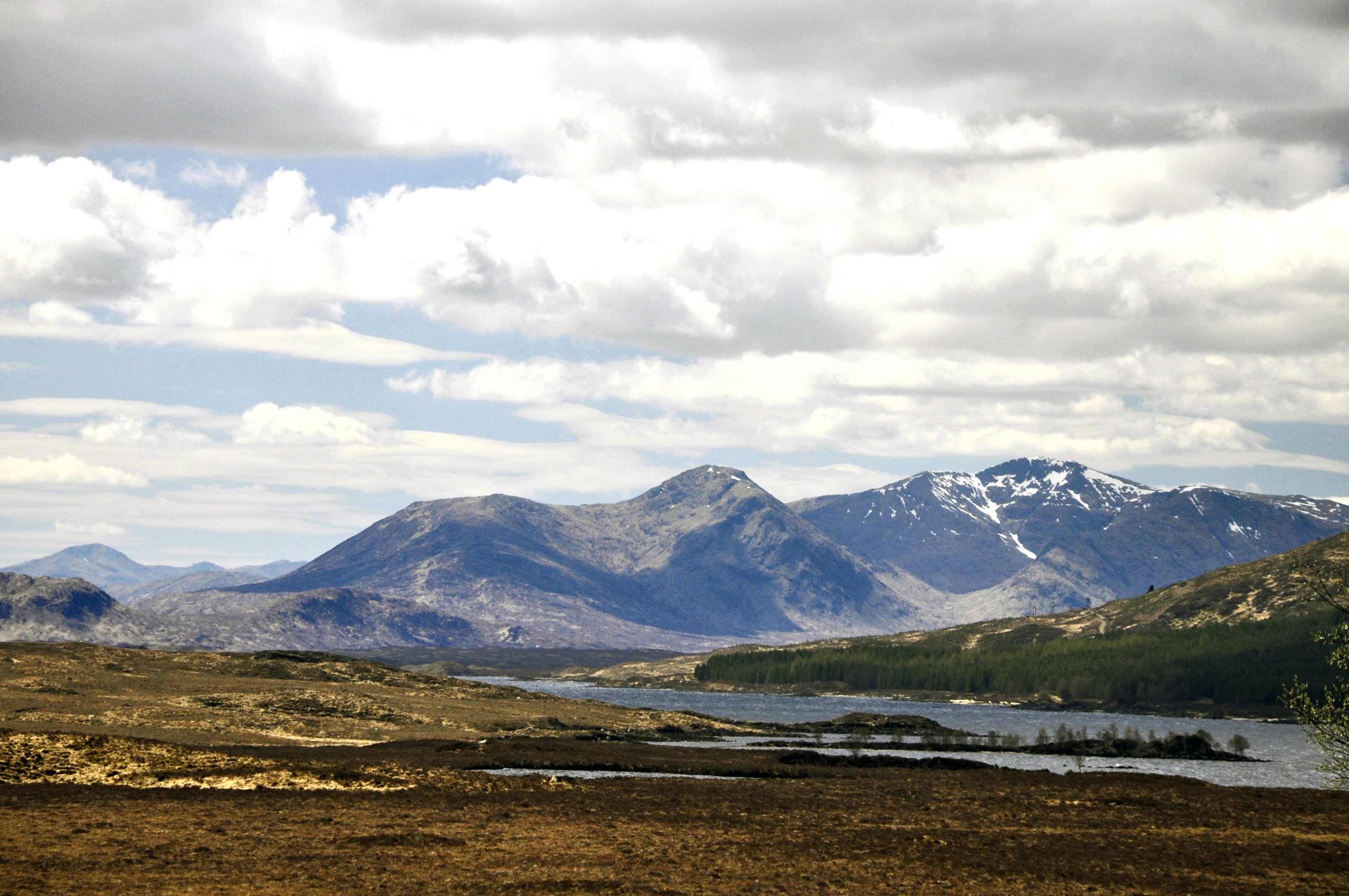
Rannoch Moor, vanaf Station Rannoch met het Blackwater Reservoir vooraan en Stob Ghabhar van de richel Black Mount rechts achteraan

Rannoch Moor is een gebied, 130 km² groot, in het Schotse Perth and Kinross en Lochaber, Highland. Het ligt ongeveer 300 m boven het zeeniveau en bestaat voor het grootste gedeelte uit drassig heideland. Het is een van de wildste en meest ongerepte natuurgebieden in Schotland.

## Landschap
Verraderlijke modderpoelen, met rotsblokken bezaaide heide, het gebrek aan beschutting en blootstelling aan de wind zijn elementen waar de bezoeker rekening mee moet houden. Het uitzicht van het landschap verandert met het licht, het seizoen en het weer.

## Geologie
Rannoch Moor is een plateau met een ondergrond van zacht graniet, ongeveer 400 miljoen jaar oud. Wetenschappelijk onderzoek heeft aangetoond dat 20.000 jaar geleden een enorme gletsjer Rannoch Moor heeft gevormd waardoor een golvend landschap ontstond met daarin een groot aantal kleine en grote meren (lochs), en afzetting van morenes. Loch Bà ligt in het zuidwesten. Andere lochs zijn Loch Laidon, Loch Ossian, Loch Treig en het Blackwater Reservoir. Loch Rannoch ligt enkele kilometers ten oosten van Rannoch Moor.

## Vegetatie
De turfvelden die hier ontstonden zijn de grootste in omvang in Groot-Brittannië en van internationaal belang. Stronken en wortels van dennen die eens het Caledonisch woud vormden liggen hier verscholen in de bodem. Struikhei, grassoorten, wilde gagel en veenmossen en de zeer zeldzame veenbloembies (Scheuchzeria palustris) die plaatselijk "Rannoch rush" wordt genoemd, komen hier voor.

## Bereikbaarheid en wandelingen
De spoorlijn West Highland Line tussen Glasgow en Mallaig loopt dwars door het gebied en doet Station Rannoch aan dat in het zuidoosten van Rannoch Moor ligt. Op een groot deel van het traject is de snelheid beperkt tot 50 km/h om de spoorlijn, die op een laag takkenbossen rust, houvast te bieden in dit drassig turfveld. De constructie van de spoorverbinding begon in 1889 en voor het 160 km lange stuk tussen Firth of Clyde en Fort William hadden 5000 arbeiders vijf jaar nodig. Verder naar het noordwesten ligt het station Corrour, het hoogste en meest afgelegen spoorwegstation van Groot-Brittannië. De rit vanaf station Rannoch duurt ongeveer 10 minuten. Vanaf Corrour ligt Loch Ossian op wandelafstand.
Rannoch Moor is via de weg te bereiken met de B846 die de A9 bij Pitlochry verlaat.
Vanaf de parkeerplaats bij Station Rannoch is het 20 km verderop gelegen Glencoe via een wandelpad met Rannoch Moor verbonden. Een ander wandelpad vertrekt aan de Heart stone die langs de B846 ter hoogte van Loch Eigheach ligt en loopt in noordelijke richting langs Loch Ossian en Station Corrour tot bij het Loch Treig.

## Folklore
Rannoch Moor komt voor in een aantal volksverhalen en legendes waarin heksen, geesten en andere bovennatuurlijke wezens opduiken. Alex Cunningham heeft ze neergeschreven in zijn boek Tales of Rannoch.

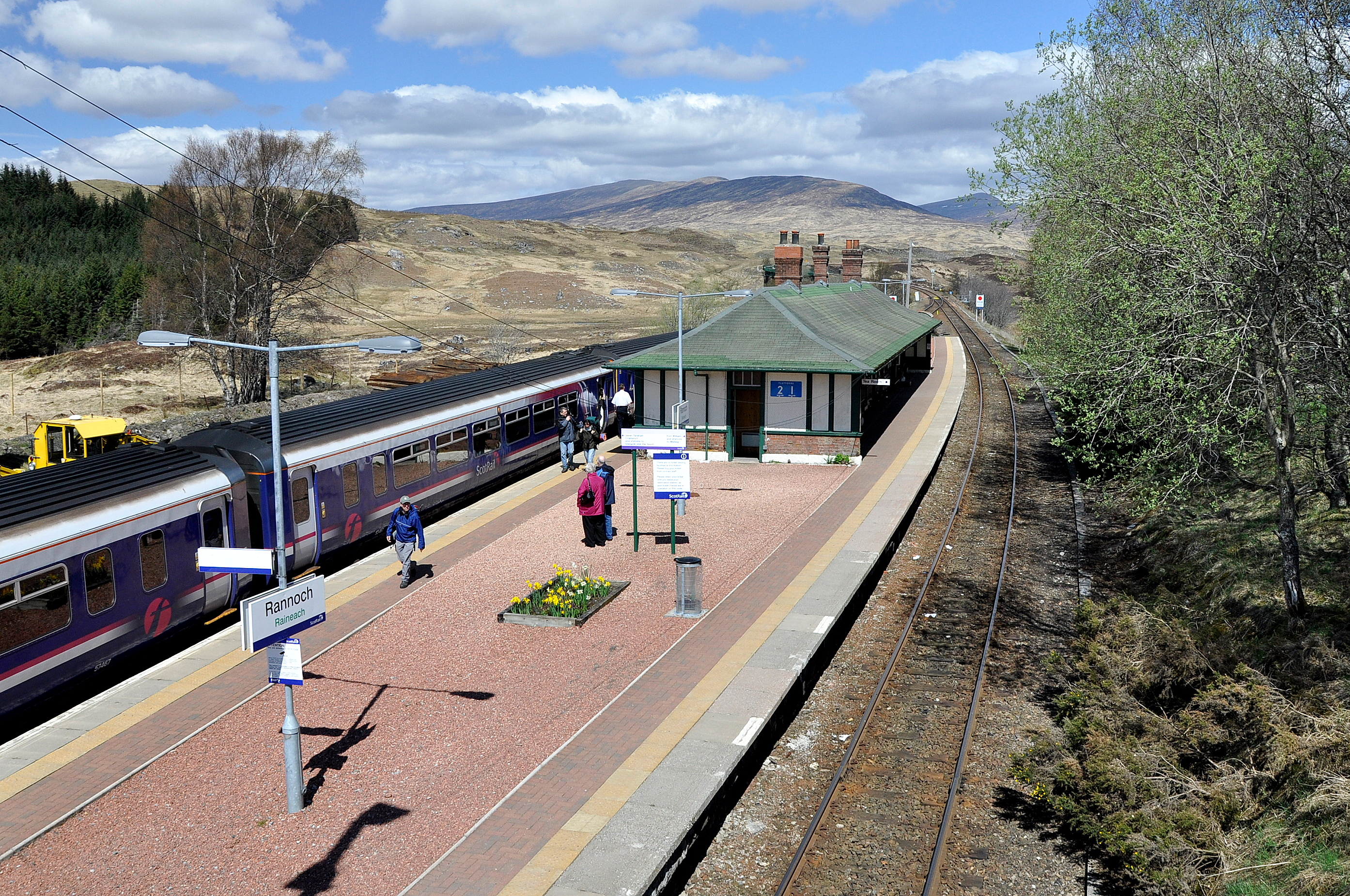
Station Rannoch
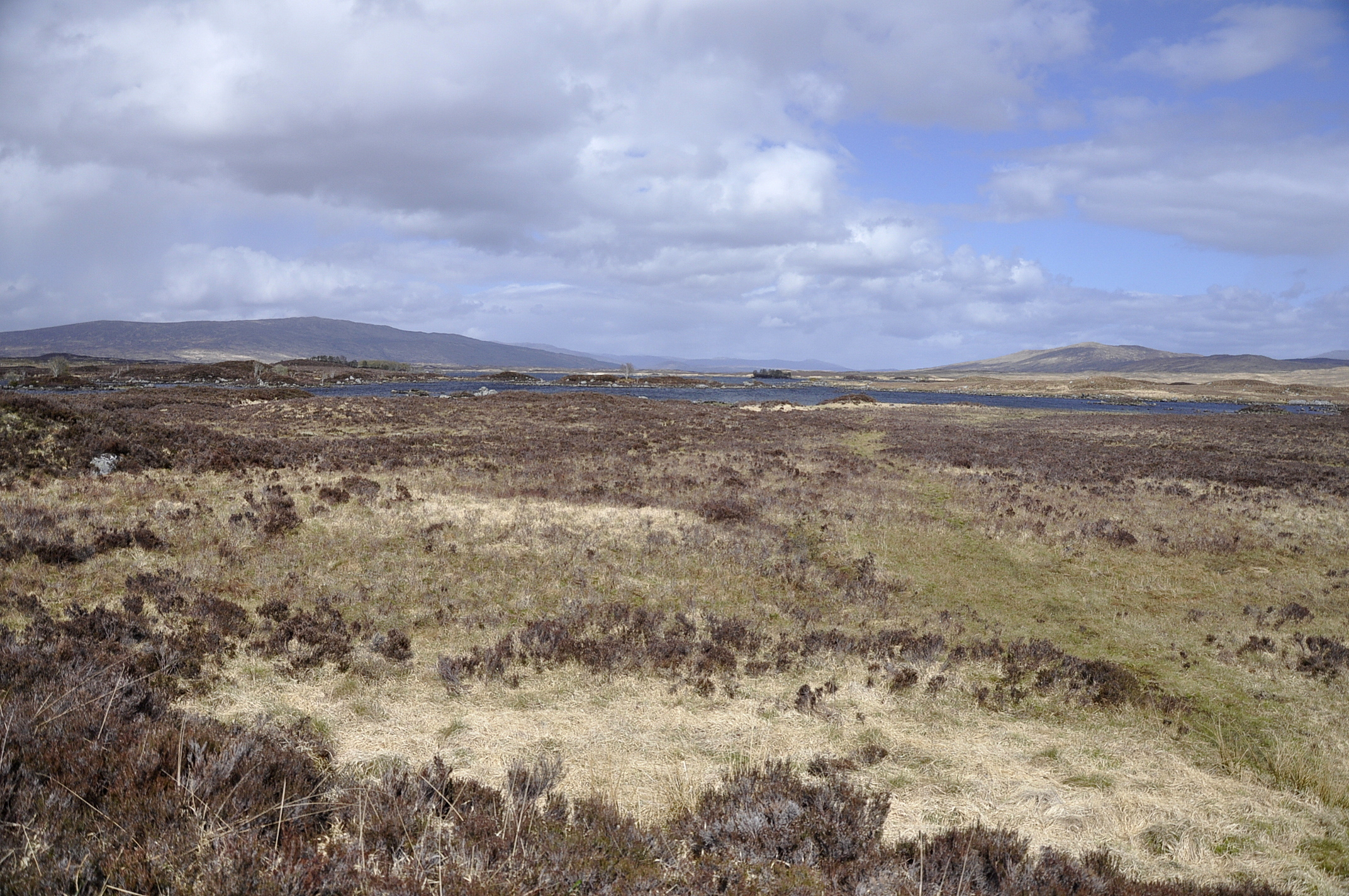
Loch Bà vanaf de A82